# Buma International Brass Award
Der BUMA International Brass Award ist ein internationaler niederländischer Preis für Blasinstrumente und wird von der Stichting Buma Cultuur seit 2008 verliehen.
Der Preis wird für das vorangegangene Jahr im Rahmen der jährlichen Buma Awards vergeben.

## Preisträger
- 2008: Philip Wilby, Großbritannien
- 2009: Robert Childs; Großbritannien
- 2010: Jan Van der Roost, Belgien
- 2011: Philip Sparke, Großbritannien
- 2012: Martin Ellerby, Großbritannien
- 2013: Edward Gregson, Großbritannien
- 2014: Luc Vertommen, Belgien
- 2015: Oliver Waespi, Schweiz
- 2016: Kevin Houben, Belgien
- 2017: Marco Pütz, Luxemburg
- 2018: Oscar Navarro, Spanien
- 2019: Thomas Doss, Österreich
- 2020: Bert Appermont, Belgien
- 2021: Franco Cesarini, Schweiz